# Colorado (Argentina)
Colorado (španjolski: Río Colorado) je rijeka na jugu Argentine duga oko 1 100 km(ili 850 km).

## Zemljopisne karakteristike
Colorado se stvara na istočnim obroncima Anda u Argentini kod sela Buta Ranquil, gdje se spajaju rijeke Grande i Barrancas. Od tamo rijeka teče gotovo pravolonijski preko sjeverne Patagonije u smjeru istoka, da se nakraju ulije u Atlantski ocean s deltom južno od grada Bahía Blanca.
Colorado ima slijev površine oko 320 000 km² koji se proteže kroz argentinske regije Pampas i Patagoniju. U srednjem dijelu toka stvara granicu između provincija La Pampa i Rio Negro. U svom donjem dijelu plovna je u dužini od 320 km od ušća.

## Vanjske poveznice
- Colorado River na portalu Encyclopædia Britannica (engl.)
- Рио-Колорадо na portalu GeoMan (rus.)